# 劉雄
劉 雄（りゅう ゆう、? - 578年）は、中国の西魏・北周の軍人。字は猛雀。本貫は臨洮郡子城県（現在の甘粛省蘭州市皋蘭県）。

## 経歴
西魏の大統年間、宇文泰の側近として任官し、統軍・宣威将軍・給事中に任ぜられ、子城県令となり、都督・輔国将軍・中散大夫を加えられ、中書舎人を兼ねた。557年、北周の孝閔帝が即位すると、大都督を加えられ、司市下大夫・斉右下大夫・治小駕部を歴任し、車騎大将軍・儀同三司に進んだ。564年、治中外府属となり、洛陽への攻撃に従軍した。
567年、駕部中大夫に転じた。569年、斉公宇文憲の府掾を兼ね、宇文憲の下で宜陽に出て、安義などの城を築いた。570年、北斉の斛律光が通関城を築いて宜陽に当てた。先だって北周と北斉は修好し、相互の不可侵を取り決めていた。宇文憲は劉雄を北斉に派遣して斛律光の違約を責めさせた。劉雄は使者をつとめて帰還すると、中外府掾の任を兼ねた。まもなく驃騎大将軍・開府儀同三司の位を加えられ、周昌県伯に封ぜられた。北斉は姚襄に伏龍など5城を築かせ、兵士を駐屯させた。劉雄は宇文憲の下でこれを攻め、5城すべてを抜いた。宇文憲は劉雄と宇文盛を北斉の長城の西に派遣して、防御にあたらせた。北斉の段韶らが兵を率いて宇文盛を包囲した。北周の大将軍の韓歓が段韶と戦って敗れると、劉雄は20数人を率い、塹壕に拠って奮戦し、段韶らの進軍を食い止めた。帰還すると、軍司馬に転じ、爵位は侯に進んだ。
572年、納言の位を受け、軍正に転じ、また納言となった。573年、内史中大夫に転じ、候正に任ぜられた。武帝のはからいにより、河州刺史に任ぜられ、故郷に錦を飾った。575年、柱国の李穆に従って軹関に出て、邵州などの城を攻め、これを落とした。
576年、皇太子宇文贇が吐谷渾に西征すると、劉雄は滕王宇文逌の下で涼州から吐谷渾の領内に侵入した。伏侯城から200里あまりの地点で、宇文逌は劉雄を先行させて城東に火を上げさせ、宇文贇の本軍と呼応させた。吐谷渾の渾洮王が700騎あまりを率いて迎撃してきた。劉雄はときに数百人の部下を分遣して斥候としており、側近には20人ほどがいるばかりだった。劉雄は渾洮王と交戦して、70人あまりを斬首し、劉雄のがわは3騎を失うのみであった。以後は宇文逌の下で連戦して、劉雄の功績はもっとも多かった。軍を返すと、伊婁穆が後方で敵の包囲を受けていた。宇文贇の命により劉雄は1000騎を率いてこれを救援し、包囲を解かせた。上開府儀同三司の位を加えられた。
その年、北周が北斉を討つと、劉雄は宇文憲の下で洪洞を落とし、永安を下した。軍を返すと、宇文憲とともに晋州の援護にまわった。北斉の後主がみずから大軍を率いて包囲すると、晋州は陥落まぎわとなった。宇文憲は劉雄に先行させて偵察させた。劉雄は歩騎1000人を率いて、鼓と角笛を鳴らし、城中に援軍の存在を知らせた。まもなく武帝の軍がやってくると、北斉の後主は退却した。劉雄は并州の平定に従い、上大将軍に任ぜられ、爵位は趙郡公に進んだ。577年、鄴が北周により平定されると、劉雄は柱国に進んだ。その年、宇文憲の下で北方に稽胡を討った。軍を返すと、幽州に駐屯した。
578年4月、突厥が幽州を攻撃すると、劉雄は出戦して包囲を受け、陣没した。亳州総管・七州諸軍事・亳州刺史の位を追贈された。
子の劉昇が後を嗣ぎ、儀同大将軍に上った。

## 伝記資料
- 『周書』巻29 列伝第21
- 『北史』巻66 列伝第54